# Robert Skemp
Robert Oliver Skemp, né en 1910 à Scottdale en Pennsylvanie et décédé en 1984, est un peintre et illustrateur américain spécialisé dans les dessins de pin-ups,.

## Galerie photographique

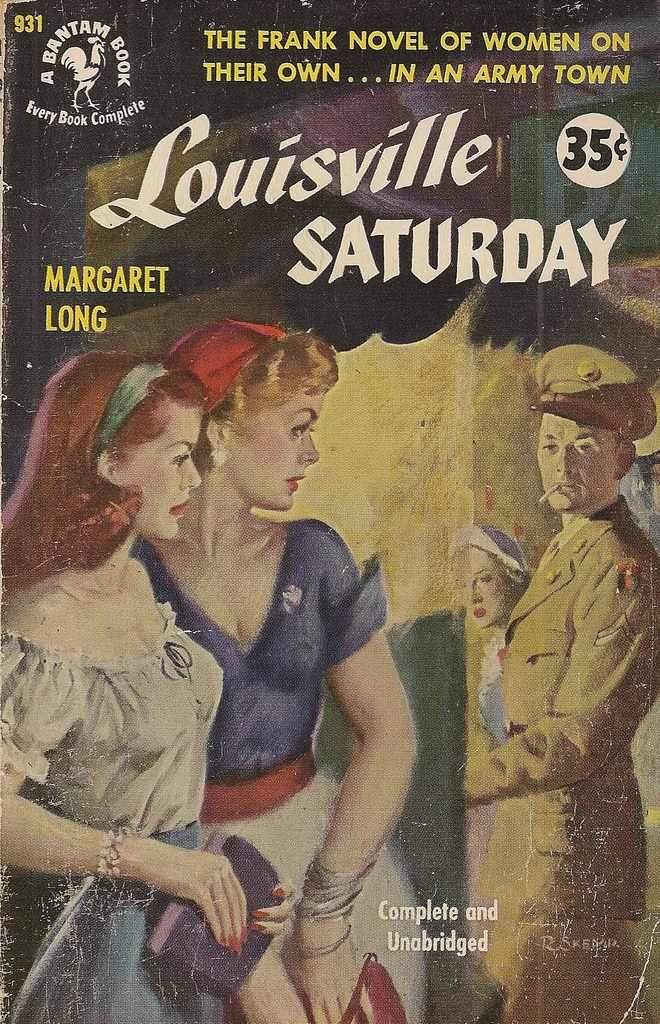
Louisville Saturday, 1950.
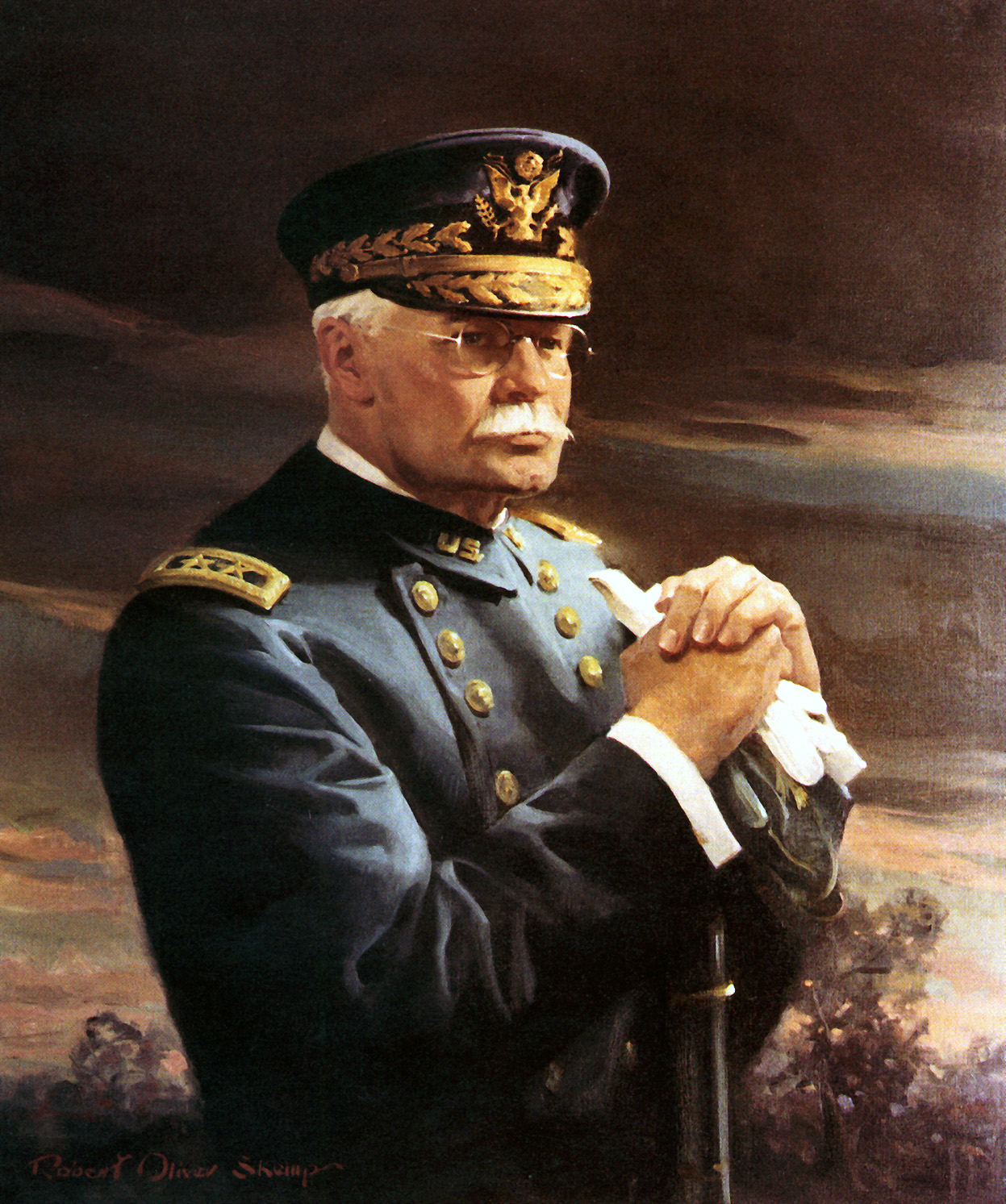
Hugh L. Scott, 1973.